# Das Model
"Das Model" (napisana kao "Das Modell" sve do reizdanja 2009.; engleski naziv: "The Model") je pjesma njemačkog elektroničko glazbenog sastava Kraftwerk, objavljena 1978. godine kao drugi singl sa sedmog studijskog albuma The Man-Machine. Napisali su je Ralf Hütter i Karl Bartos, a s tekstom im je pomogao umjetnik Emil Schult.
Pjesma je jedna od Kraftwerkovih najpoznatijih pjesama te se redovno svira na koncertima, najčešće na engleskom.

## Zasluge
Kraftwerk
- Ralf Hütter — vokali, vokoder, sintisajzer, klavijature, orkestron, elektronika
- Florian Schneider — vokoder, votrax, sintisajzer, elektronika
- Karl Bartos — elektronički bubnjevi
- Wolfgang Flür — elektronički bubnjevi